# Vid Koderman
Vid Koderman, slovenski nogometaš, * 18. april 2003, Ptuj.
Koderman je profesionalni nogometaš, ki igra na položaju branilca. Od leta 2024 je član slovenskega kluba Aluminij. Ped tem je igral za slovenske klube Maribor, Tabor Sežana, Koper, Celje in Radomlje. Skupno je v prvi slovenski ligi odigral 48 tekem in dosegel en gol. Bil je tudi član slovenske reprezentance do 16, 18 in 21 let.